# Чемпіонат Швеції з бенді 1922
 Чемпіонат Швеції з бенді: 1922 — 16-й сезон турніру з хокею з м'ячем (бенді), який проводився за кубковою системою. 
Переможцем змагань став клуб ІК «Сіріус» (Уппсала).

## Турнір

### Чвертьфінал
- Лідчепінгс АІК - ІФ «Ельфсборг» (Бурос)   6-3
- ІФК Стренгнес- ІФ «Ліннеа» (Стокгольм)  2-3
- ІФК Уппсала - Вестерос СК  3-6
- АІК Стокгольм - ІК «Сіріус» (Уппсала)  2-4

### Півфінал
- ІФ «Ліннеа» (Стокгольм) - Вестерос СК  3-6
- Лідчепінгс АІК - ІК «Сіріус» (Уппсала)  0-9

### Фінал
19 лютого 1922, Стокгольм
- ІК «Сіріус» (Уппсала) - Вестерос СК  3-2